# Alpy Delfinackie

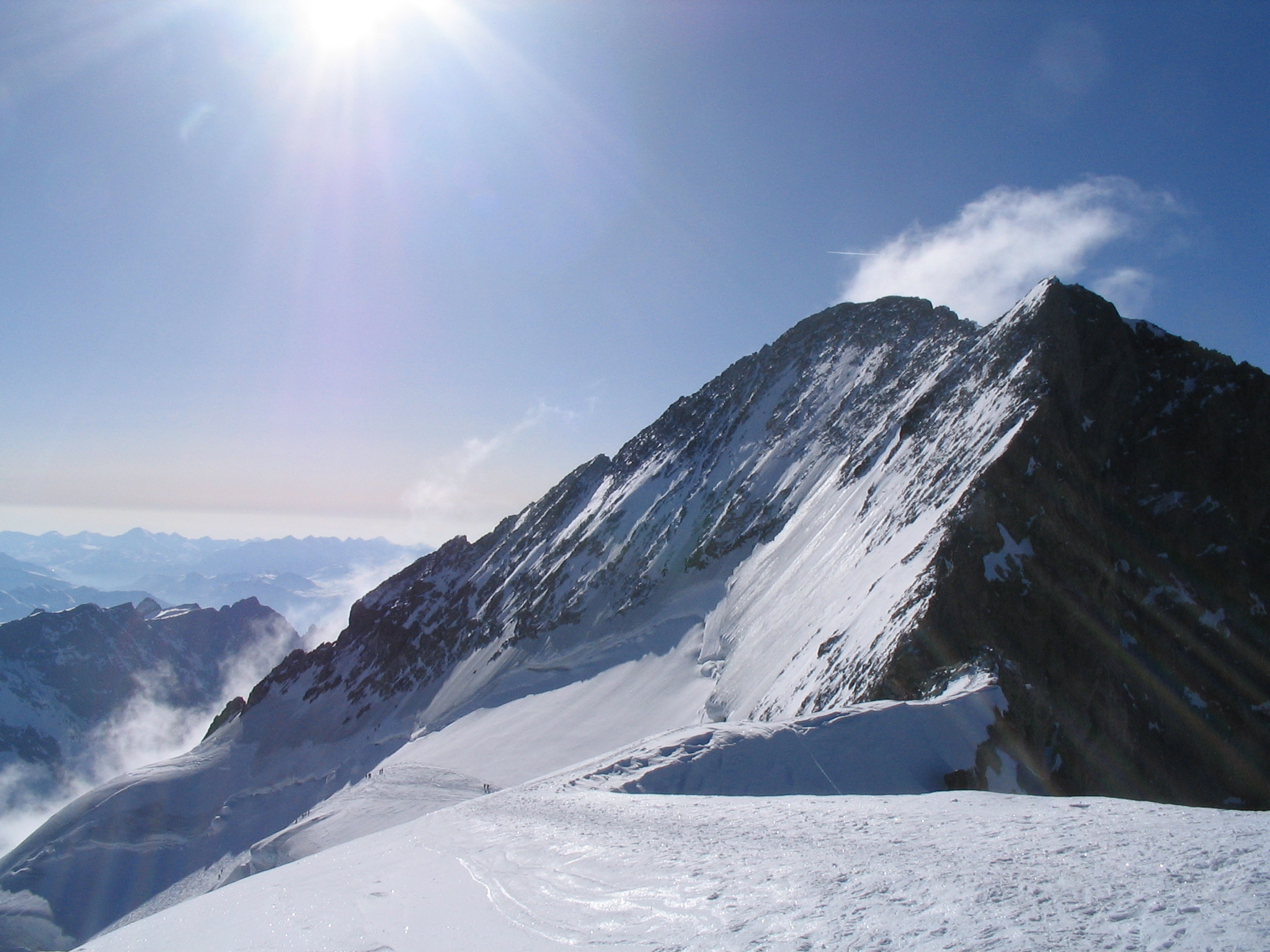
Barre des Écrins

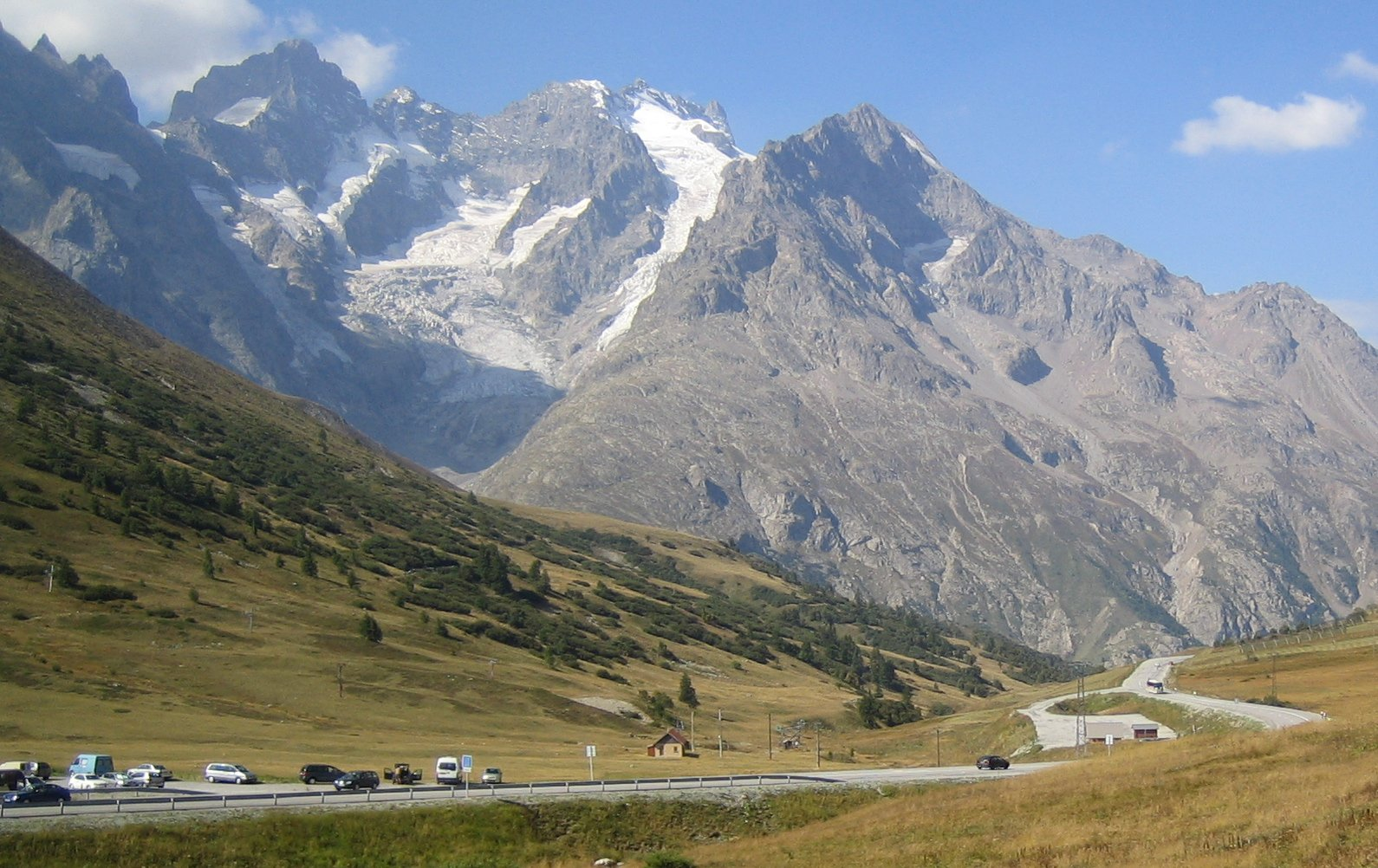
Widok z przełęczy Col du Lautaret

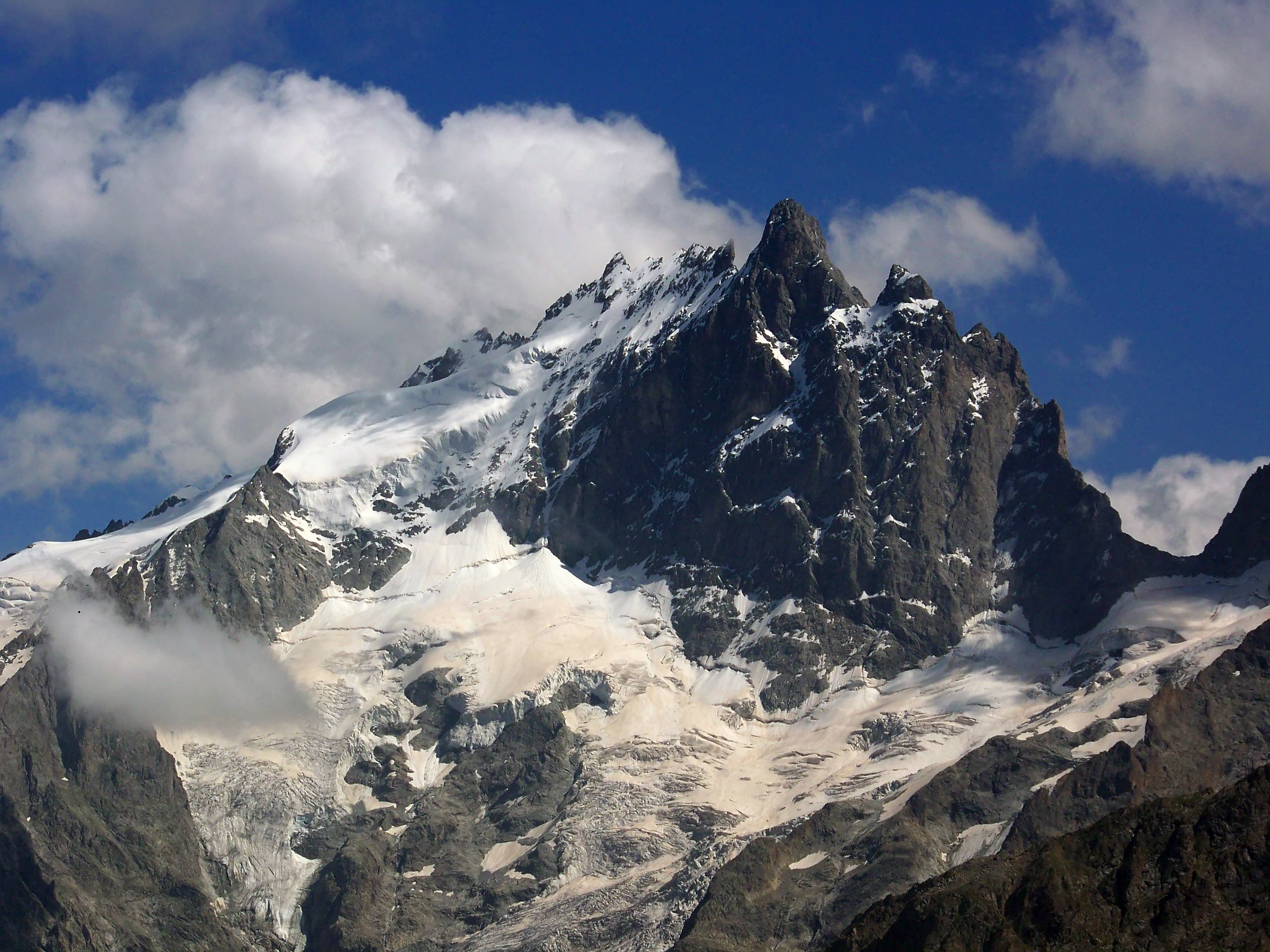
La Meije

Alpy Delfinackie (fr. Alpes du Dauphiné) – część Alp Zachodnich we Francji. Nazwa związana z historyczną krainą francuską – Delfinatem. W środkowej części znajduje się najwyższy, krystaliczny masyw Écrins zaliczany do Zewnętrznych Alp Krystalicznych. Łańcuch ciągnie się na przestrzeni około 110 km z północy na południe. Przedłużeniem Alp Delfinackich w kierunku zachodnim są w większości wapienne Prealpy, do których zaliczono m.in. Massif de la Chartreuse, Vercors i Dévoluy. Od Alp Kotyjskich na wschodzie oddziela je przełęcz Galibier, od Alp Graickich na zachodzie oddziela je dolina rzeki Arc.
Lasy są tu bukowe i jodłowe, wyżej modrzewiowe, ponad nimi hale. Najwyższym szczytem pasma jest Barre des Écrins, która osiąga 4102 m. Rejon posiada dobrą infrastrukturę turystyczną, między innymi 32 schroniska górskie.
Podgrupy:
- Masyw Grandes Rousses,
- Masyw Belledonne,
- Masyw Écrins,
- Masyw Taillefer,
- Masyw Champsaur,
- Masyw Embrunais,
- Masyw Arves,
- Góry na wschód od Gap.

Najwyższe szczyty:
| - Barre des Écrins 4102 m, - Pic Lory 4088 m, - Dôme de neige des Écrins 4015 m, - La Meije 3987 m, - Ailefroide 3959 m, - Mont Pelvoux 3954 m, - Pic Sans Nom 3915 m, - Pic Gaspard 3880 m, - Pavé 3823 m, - Le Râteau 3809 m, - Pic Coolidge 3774 m, - Grande Ruine 3765 m, - Roche Faurio 3730 m, - Roche Méane 3712 m, - Les Bans 3669 m, - Pic de la Grave 3667 m, - Montagne des Agneaux 3663 m, - Pic de Neige Cordier 3614 m, - Aiguille du Plat de la Selle 3597 m, - Les Rouies 3589 m, - Olan 3564 m, - Le Plaret 3563 m, - Tête de l’Étret 3559 m, - Tête de Gandolière 3542 m, | - L’Encoula 3536 m, - Pointe des Arcas 3479 m, - Roche de la Muzelle 3465 m, - Pointe Guyard 3461 m, - Tête des Fétoules 3459 m, - Le Sirac 3441 m, - Tête du Rouget 3435 m, - Pic de Says 3421 m, - Grande aiguille de la Bérarde 3421 m, - Aiguille des Arias 3403 m, - Pointe de l'Aiglière 3308 m, - Pointe Swan 3294 m, - Jandri 3288 m, - Têtes des Soulaures 3242 m, - Pointe de Rougnoux 3179 m, - Vieux Chaillol 3163 m, - Tête de Vautisse 3156 m, - Pics de Combeynot 3155 m, - Aiguille Dibona 3131 m, - Grand Pinier 3117 m, - Petit Pinier 3102 m, - Pic des Souffles 3098 m, - Tête de Dormillouse 3084 m, - Pointe des Estaris 3080 m. |  |